# دهستان قره‌ضیاءالدین
قره ضیاءالدین، دهستانی است از توابع بخش مرکزی شهرستان چایپاره در استان آذربایجان غربی ایران.

## جمعیت
براساس سرشماری سال ۱۳۹۵ جمعیت آن ۷٬۵۰۳ نفر (در ۲٬۱۱۵ خانوار) بوده‌است.